# Prey (filme de 2007)
Prey (bra: Caçados) é um filme de 2007, do gênero aventura, distribuido no Brasil, pela Playarte.

## Sinopse
Família está em férias na África. Enquanto o pai está resolvendo questões de trabalho no continente, a família está em um safari. Nesse passeio, o patrulheiro resolve sair da estrada. Porém, o que parecia diversão passa a ser pânico, quando eles descobrem que estão sendo perseguidos por leões famintos que os querem devorar de qualquer jeito.

## Estreia na televisão
O filme foi rodado pela Rede Globo no dia 15 de agosto de 2009, na sessão de filmes Supercine, logo após o programa Zorra Total, com a recomendação etária focalizada para a idade de 14 anos.